# Flora Yukhnovich
Flora Yukhnovich (født i 1990) er en britisk maler. Yukhnovich er bedst kendt for sin moderne fortolkning af rokoko-malestilen.

 Kunstneren diskuterede i et interview i 2020 med DATEAGLE ART sin interesse for begrebet "smag", samt hvordan personlige objekter og mønstre kan afsløre aspekter af ens indre selv. Her talte hun også om at mennesker til tider dyrker bestemte smagsinteresser for at passe ind eller imponere, og at andre smagsinteresser muligvis skjules i skam. Kunstneren finder rokokobevægelsen særligt interessant i denne henseende.

Yukhnovich er født i Norwich
 og blev uddannet i portrætkunst ved Heatherley School of Fine Art i 2010-13. Hun har også en MA i Fine Art fra City and Guilds of London Art School fra 2016-17.

## Karriere
I 2017 holdt Yukhnovich en soloudstilling i Parafin Gallery, London.
 Hendes næste soloudstilling var i 2019, på galleriet Victoria Miro i Venedig.

 Foruden Victoria Miro har Hauser &amp; Wirth repræsenteret Yukhovnich siden 2023.
Yukhnovichs malerier er blevet solgt for høje beløb på auktioner. Det tredje af hendes malerier der kom på auktion, Pretty Little Thing, blev solgt for 1,2 mio. USD i 2021.
 I oktober 2021 blev hendes maleri I'll Have What She's Having solgt for 2,3 mio. GBP på auktion.

Hendes maleri Imagination, Life is Your Creation ejes af den britiske regerings Government Art Collection.

I starten af 2022 havde Rishi Sunak, før han blev valgt til britisk premierminister, et af Yukhnovichs malerier i sit hjem i Downing Street.

I september 2024 præsenterede Yukhnovich sin første museumsudstilling uden for Storbritannien på Ordrupgaard i Charlottenlund. Udstillingen med navnet Into the Woods førte publikum igennem en skov af referencer og eventyr, med kvindekroppen som det ledende og gennemgående motiv. Udstillingen blev skabt i tæt samarbejde med Yukhnovich, som lavede en række nye værker til anledningen. Udstillingen blev vist sideløbende med Ai Weiweis Water Lilies #1, for at markere 150-års jubilæet for impressionismens fødsel.